# Траутшольд, Герман Адольфович
Ге́рман Адо́льфович Траутшо́льд (нем. Hermann Gustav Heinrich Ludwig Trautschold) (17 сентября 1817, Берлин — 22 октября 1902, Карлсруэ) — немецкий и российский геолог и палеонтолог. Действительный член (с 1858 года) и секретарь (в 1872—1886 годах) Императорского Московского общества испытателей природы. Профессор (в 1869—1888 годах) Петровской земледельческой и лесной академии. Известен как крупный специалист по палеонтологии и стратиграфии каменноугольных, юрских и меловых отложений Европейской части России.
Окончив гимназию, Траутшольд первоначально готовился к аптекарскому званию, но затем обратился к естественным наукам, которые изучал в Берлинском и Гиссенском университетах. В 1857 году переехал в Россию, где с 1863 года был преподавателем немецкого языка в Московском университете, а с 1868 года работал в Петровской академии на кафедре минералогии и геогнозии, которую вскоре возглавил. Помимо преподавания, исследовал отложения каменноугольного и юрского периодов Московской губернии, неоднократно предпринимал длительные поездки для геологического обследования различных районов Европейской части России. Внёс крупный вклад в выделение стратиграфических подразделений для ряда районов России, в составление геологических и палеографических карт. Описал большое число вымерших родов и видов животных. В 1888 году вышел в отставку и вернулся в Германию.
В честь Г. А. Траутшольда были названы несколько вымерших видов животных.

## Биография

### Годы учения
Герман Густав Генрих Людвиг Траутшольд родился 17 сентября 1817 года в Берлине, в семье берлинского торговца Адольфа Христофа Людвига Траутшольда (нем. Adolf Christoph Ludwig Trautschold) и Марии Шарлотты Вильгельмины Траутшольд (нем. Maria Charlotte Wilhelmine Trautschold), урождённой Мюллер (нем. Müller). Окончил начальную школу в Шпандау и гимназию в Берлине, после чего, достигнув 16-летнего возраста, шесть лет готовил себя к карьере аптекаря.
В порядке отбывания воинской повинности Траутшольд год проработал в аптеке клиники Шарите, которая в то время обеспечивала подготовку военных врачей для прусской армии. После этого он поступил в Берлинский университет, слушал лекции физиков Генриха Густава Магнуса и Генриха Вильгельма Дове, химика Генриха Розе, ботаников Генриха Фридриха Линка и Карла Сигизмунда Кунта (у двух последних Траутшольд работал ассистентом). В 1844 году Траутшольд совершил поездку в Испанию, во время которой занимался ботаническими исследованиями, а затем перешёл в Гисенский университет, где изучал главным образом химию, минералогию и кристаллографию; особый интерес проявил к геологии и палеонтологии. Во время учёбы в Гисене около полутора лет он работал ассистентом в лаборатории Юстуса фон Либиха. В 1847 году получил учёную степень доктора философии Гисенского университета.

### Карьера
В 1847—1849 годах Траутшольд путешествовал по Италии, Германии и России, где занимался геологическими изысканиями. Во время пребывания в России он устроился домашним учителем в семью проживавшего тогда в Москве помещика Костромской губернии Ф. Н. Лугинина, с которым познакомился ещё в Германии (один из воспитанников Траутшольда, Владимир, позднее стал крупным физико-химиком, профессором Московского университета); в России Траутшольд был известен под именем Герман Адольфович. В 1848 году Г. А. Траутшольд вернулся в Германию, где в 1849—1857 годах возглавлял частное учебное заведение.
В 1857 году Траутшольд вновь приехал в Россию, и теперь уже надолго — на три десятилетия. Сначала он снова устроился работать домашним учителем — в семью генерала Д. Д. Ахлёстышева. В 1858 году он стал действительным членом Московского общества испытателей природы (МОИП), в работе которого принимал самое деятельное участие (в 1872—1886 годах он был секретарём этого общества). С 1859 года преподавал немецкий язык в гимназии. 
В 1863 году его пригласили преподавать немецкий язык на физико-математическом и медицинском факультетах Московского университета. Занимаясь со студентами и работая над переводом естественно-научных сочинений, Траутшольд в совершенстве овладел русским языком; но заниматься любимым делом — геологическими исследованиями — он по-прежнему мог лишь в свободное от основной работы время. Положение изменилось в 1868 году, когда его пригласили читать лекции по геологии и минералогии на кафедру минералогии и геогнозии Петровской земледельческой и лесной академии, которая стала вакантной после смерти её первого заведующего профессора И. Б. Ауэрбаха. Чтобы подтвердить свою научную квалификацию, Траутшольд в 1869 году сдал в Дерптском университете экзамен на степень магистра геологии и защитил магистерскую диссертацию под названием «Über säkulare Hebungen und Senkungen der Erdoberfläche» («О выдающихся поднятиях и погружениях земной поверхности»), после чего его избрали в экстраординарные профессора Петровской академии. В 1871 году он защитил в Дерптском университете диссертацию «Der Klin’sche Sandstein» («Клинский песчаник») на соискание учёной степени доктора минералогии; в том же году он был избран ординарным профессором Петровской академии и занимал эту должность до 1888 года.
Во время работы в Петровской академии Траутшольд много времени уделял исследованиям отложений каменноугольного и юрского периодов Московской губернии, а также неоднократно предпринимал длительные поездки для геологического обследования районов Поволжья, Урала, Донбасса, Крыма, Северного Кавказа. Педагогическая же работа Траутшольда не сводилась только к проведению занятий и чтению лекций; он устраивал для студентов геологические экскурсии, заботился о пополнении минералогического кабинета Петровской академии (которым он заведовал). Столкнувшись с отсутствием учебных руководств по геологии на русском языке, он написал трёхтомный учебник «Основы геологии» (состоял из трёх частей: «Геогения и геоморфия», «Палеонтология» и «Стратиграфия»).
Успешно сочетая преподавательскую деятельность с научной работой в области геологии и палеонтологии, Г. А. Траутшольд достиг выдающихся результатов, и эти его достижения получили признание. В 1883 году он получил личное дворянство и чин статского советника. В 1884 году Траутшольда единогласно избрали членом Германской академии естествоиспытателей «Леопольдина».

### Отставка
В 1888 году Г. А. Траутшольд, выслужив пенсию, вышел в отставку и вместе с женой Розалией Карловной покинул Россию, вернувшись в Германию (перед отъездом Траутшольд передал геологическому кабинету Московского университета коллекцию окаменелостей юрского и нижнемелового возраста из Крыма и Донбасса). Сначала жил в Бреслау, с 1894 года — во Фрайберге, а с 1897 года — в Карлсруэ. Московское общество испытателей природы избрало Траутшольда в 1888 году своим почётным членом. В 1894 году (после того, как Траутшольд подарил Томскому университету свою минералогическую коллекцию) российские власти присвоили ему чин действительного статского советника.
Скончался Г. А. Траутшольд в Карлсруэ 22 октября 1902 года.

## Научная деятельность
Г. А. Траутшольд известен как крупный специалист по палеонтологии и стратиграфии каменноугольных, юрских и меловых отложений Европейской части России. Среди большого числа описанных им таксонов — представители губок, коралловых полипов, мшанок, плеченогих, моллюсков, морских лилий и рыб, причём его описаниями до сих пор пользуются исследователи; только из юрских и нижнемеловых отложений центральной России им было описано около 250 ранее неизвестных вымерших видов различных животных.
Внимание современников обратила на себя уже первая (опубликована в конце 1857 года) статья Траутшольда, где анализировались сходства и различия между двумя видами юрских аммонитов: Ammonites cordatus (ныне в роде Cardioceras) и Ammonites lamberti (ныне в роде Quenstedtoceras); на эту заметку ссылался Чарлз Дарвин в научном труде «Происхождение видов».
В серии статей Г. А. Траутшольда, опубликованных в 1858—1861 гг., были описаны ископаемые остатки, найденные в юрских отложениях у населённых пунктов Лыткарино (ныне — город Московской области), Гальёво (ныне — деревня в составе городского поселения Красногорск), Дорогомилово, Хорошёво, Мнёвники (сейчас входят в городскую черту Москвы). На основании их изучения он выделил новые виды морских лилий, двустворчатых моллюсков и аммонитов. В своей статье «Der Moskauer Jura, verglichen mit dem Westeuropäischen» («Московская юра, в сравнении с западноевропейской») Траутшольд ввёл деление московской юры на три яруса и отметил значительное своеобразие юрского моря Подмосковья. Подход Траутшольда к стратиграфии упомянутых отложений вызвал его полемику с Э. И. Эйхвальдом, который отнёс песчаники Хорошёва и Лыткарина к эпохе нижнего мела; последующие исследования подтвердили правоту Траутшольда.
В 1862 году Траутшольд издал первую палеографическую карту Европейской части России. Эта карта прилагалась к его работе «Nomenclator palaentologicus der Jurassischen Formation in Russland», была выполнена в цвете и называлась «Вероятное распределение суши и моря в юрское время на Европейской России, представленное на основе геогностической карты Р. Мурчисона».
В 1866—1868 годах Г. А. Траутшольд по заданию Императорского Санкт-Петербургского минералогического общества провёл геологические исследования всей территории Московской губернии и опубликовал в 1868—1872 годах цветные геологические карты юго-восточной, юго-западной и северной частей губернии. При этом в своём схематическом разрезе формаций Московской губернии он допустил ошибку, объединив в одном ярусе келловейские и оксфордские отложения; данная ошибка была в 1876 году исправлена австрийским палеонтологом Мельхиором Неймайром.
Докторская диссертация Траутшольда 1871 года, посвящённая клинским песчаникам, стала его вкладом в палеоботанику. В ней он исследовал найденные в этих песчаниках ископаемые остатки членистостебельных, папоротниковидных и голосеменных растений; на основании проведённого анализа он отнёс клинские песчаники к нижнему мелу.
Три крупные работы, посвящённые ископаемым каменноугольного периода Подмосковья (в основном из известняков в окрестностях села Мячково), Траутшольд опубликовал соответственно в 1874, 1876 и 1879 годах. В них он описал остатки фузулинид, губок, коралловых полипов, мшанок, плеченогих, моллюсков и иглокожих, а также рыб (представленных, в том числе, отдельными зубами и ихтиодорулитами — плавниковыми шипами).
В 1870-х годах слушатели Петровской академии по поручению Траутшольда выполнили химический анализ часто встречающейся в позднеюрских и раннемеловых отложениях «чёрной мергелистой массы» и обнаружили, что в ней в значительных количествах присутствуют соединения фосфорной кислоты. Из этого открытия Г. А. Траутшольд сделал практический вывод: в 1876 году в речи, произнесённой на заседании Петровской академии, он предложил использовать фосфориты юрских отложений как фосфорное удобрение. Этот вывод он развил в опубликованной годом спустя статье «Значение геологии для земледелия», указав, что в Англии такая практика существует уже давно.
Крупной палеонтологической работой Г. А. Траутшольда стала опубликованная в 1877 году статья «Ergänzung zur Fauna des russischen Jura» («Дополнение к фауне русской юры»), в которой он привёл изображения и сделал анализ ряда найденных в юрских отложениях России ископаемых остатков рептилий: позвонков ихтиозавров, плезиозавров, плиозавра, фаланги и зуба ихтиозавра, а также остатков различных беспозвоночных. В следующем году во Мнёвниках, на берегу Москвы-реки Траутшольд нашёл прекрасно сохранившуюся конечность ихтиозавра (бо́льшая часть скелета животного была уже разрушена, сохранились лишь часть челюсти, обломки рёбер и прочие мелкие фрагменты); в статье 1879 года он дал подробное описание находки.
Одной из последних научных работ Траутшольда стала опубликованная в 1886 году статья «Le Néocomien de Sably en Crimée» («Неоком Саблы в Крыму»), где он представил результаты изучения остатков кораллов, плеченогих и моллюсков, собранных в нижнемеловых отложениях около села Саблы под Симферополем.

## Семья
Старший брат — Карл Фридрих Вильгельм Траутшольд (нем. Carl Friedrich Wilhelm Trautschold), немецкий живописец и гравёр, известный прежде всего как портретист; работал также в жанровой живописи и анималистике.
Жена — Розалия Карловна Траутшольд (нем. Rosalie Trautschold), урождённая Вайс (нем. Weiß). Родилась в Потсдаме (ок. 1815), умерла в Карлсруэ 7 декабря 1900 года.

## Личные качества
Московский ботаник А. Н. Петунников писал о Г. А. Траутшольде: «Кому доводилось иметь с ним дело, тот поражался двумя очень резко бросавшимися в глаза чертами: необыкновенным добродушием этого человека и удивительно светлым настроением духа, никогда не омрачавшимся даже в тяжёлые минуты жизни. Это был милый собеседник, умевший бойко и оживлённо говорить, с явным оттенком живого тонкого юмора; это был интересный корреспондент, умевший легко, ясно и увлекательно писать, и в то же время — серьёзный, строгий, педантичный учёный, которым могла гордиться Петровская академия в своё время».

## Память
В честь Г. А. Траутшольда названы: 
- два вида аммонитов — Acanthohoplites trautscholdi Simonovitsch, Bacevitsch, Sorokin, 1876, класс головоногих моллюсков, нижний мел Северного Кавказа и Sanmartiroceras (Sinzowia) trautscholdi (Sinzow, 1870), класс головоногих моллюсков, нижний мел Подмосковья;
- вид плеченогих Zeilleria trautscholdi (Neumayr, 1876), класс замковых брахиопод, верхняя юра Подмосковья;
- вид ихтиозавров Undorosaurus trautscholdi Arkhangelsky & Zverkov, 2014 (верхняя юра);
- вид синапсид Vivaxosaurus trautscholdi (Amalitzky, 1922) (пермь);
- два вида коралловых полипов — Lophophyllum trautscholdi Stuckenberg, 1904, класс коралловых полипов, нижний карбон Подмосковия и Stereophrentis trautscholdi Fomitshev, 1953, средний карбон Донбасса;
- класс криноидей: Trautscholdicrinus Yakovlev & Ivanov, 1939, нижний карбон Подмосковья; Dicromyocrinus trautschold  Yakovlev & Ivanov, 1956, нижний карбон Подмосковья; Platycrinites trautscholdi  (Yakovlev, 1956);
- Coccosteus trautscholdi Eastmann, 1897, класс рыб, верхний девон Прибалтики
- Dicynodon trautscholdi Amalitzky, 1921, вид терапсид, верхняя пермь европейской части России.

## Публикации
Отдельные издания:
- Trautschold H . Der Klin’sche Sandstein. — Dorpat: C. Mattiesen, 1871. — 48 S.
- Траутшольд Г. А. Основы геологии. Ч. 1. Геогения и геоморфия. — М.: Типография А. И. Мамонтова и К°, 1872. — xvi + 206 с.
- Trautschold H . Fischreste aus dem Devonischen des Gouvernements Tula. — Moskau: Universitäts-Buchdruckerei, 1874. — 15 S.
- Траутшольд Г. А. Основы геологии. Ч. 2. Палеонтология. — М.: Типография А. И. Мамонтова и К°, 1875. — vi + 244 с.
- Траутшольд Г. А. Основы геологии. Ч. 3. Стратиграфия. — М.: Типография А. И. Мамонтова и К°, 1877. — vi + 221 с.
- Trautschold H. Die Reste Permischer Reptilien des Paläontologischen Kabinets der Universität Kasan. — Moscou: Imprimerie de l'Université Impériale, 1884. — 38 S.

Г. А. Траутшольдом опубликовано более 160 научных и научно-популярных статей, бо́льшая часть которых посвящена разработке обильного научного материала, собранного самим учёным во время его многократных поездок по Западной Европе и России. Ниже приведён список основных статей:
- Trautschold H. Kritische Notiz über Ammonites cordatus und Lamberti. — Bulletin de la Société Impériale des Naturalistes de Moscou, 1857, 30 (4). — S. 568—570.
- Trautschold H. Der Moskauer Jura, verglichen mit dem Westeuropäischen. — Zeitschrift der Deutschen geologischen Gesellschaft, 1861, 13 (1). — S. 361—452.
- Trautschold H. Über die Kreide-Ablagerungen im Gouvernement Moskau. — Bulletin de la Société Impériale des Naturalistes de Moscou, 1861, 34 (5). — S. 432—457.
- Trautschold H. Nomenclator palaentologicus der Jurassischen Formation in Russland. — Bulletin de la Société Impériale des Naturalistes de Moscou, 1862, 35 (3). — S. 356—407.
- Trautschold H. Der Inoceramen-Thon von Ssimbirsk. — Bulletin de la Société Impériale des Naturalistes de Moscou, 1865, 38 (1). — S. 1—24.
- Trautschold H. Zur Fauna des Russischen Jura. — Bulletin de la Société Impériale des Naturalistes de Moscou, 1866, 39 (1). — S. 1—24.
- Trautschold H. Einige Crinoideen und andere Thierreste des jüngeren Bergkalks im Gouvernement Moscou. — Bulletin de la Société Impériale des Naturalistes de Moscou, 1867, 40 (3). — S. 1—49.
- Траутшольд Г.  Юго-восточная часть Московской губернии. Комментарий к специальной геологической карте этой местности // Материалы для геологии России. — 1868. — Вып. 2. — С. 1—74.
- Траутшольд Г.  Юго-западная часть Московской губернии. С картою. Комментарий на специальную геологическую карту этой части России // Материалы для геологии России. — 1868. — Вып. 2. — С. 209—266.
- Trautschold H. . Über säkulare Hebungen und Senkungen der Erdoberfläche. — Bulletin de la Société Impériale des Naturalistes de Moscou, 1869, 42 (1). — S. 1—70.
- Trautschold H. Über die Erhaltungszustände russischer Ammoniten. — Bulletin de la Société Impériale des Naturalistes de Moscou, 1870 (1871), 43 (3-4). — S. 301—306.
- Trautschold H. Der Klin’sche Sandstein. — Nouveaux mémoires de la Société Impériale des Naturalistes de Moscou, 1871, 13 (3). — S. 191—260.
- Траутшольд Г.  Северная часть Московской губернии. Комментарий к специальной геологической карте этой части России (с двумя листами карты и схематическим разрезом формаций) // Материалы для геологии России. — 1872. — Вып. 4. — С. 129—170.
- Trautschold H . Die Kalkbrüche von Mjatschkowa. Eine Monographie des Oberen-Bergkalks. Erste Hälfte. — Nouveaux Mémoires de la Société Impériale des Naturalistes de Moscou, 1874, 13 (4). — S. 276—324.
- Trautschold H. Die Scheidelinie zwischen Jura und Kreide in Russland. — Bulletin de la Société Impériale des Naturalistes de Moscou, 1874 (1875), 48 (3). — S. 150—164.
- Trautschold H. Die Kalkbrüche von Mjatschkowa. Eine Monographie des Oberen-Bergkalks. Forsetzung. — Nouveaux Mémoires de la Société Impériale des Naturalistes de Moscou, 1876, 13 (5). — S. 325—374.
- Траутшольд Г.  Значение геологии для земледелия // Природа. — 1877. — Кн. 1. — С. 84—98.
- Trautschold H. Ergänzung zur Fauna des russischen Jura. — Verhandlungen der Kaiserlichen Russischen Mineralogischen Gesellschaft zu St. Petersburg, 1877, 12 (2). — S. 79—111.
- Trautschold H. Über eine Ichthyosaurus-Flosse aus dem Moskauer Kimmeridge. — Verhandlungen der Kaiserlichen Russischen Mineralogischen Gesellschaft zu St. Petersburg, 1879, 14. — S. 168—173.
- Trautschold H. Die Kalkbrüche von Mjatschkowa. Eine Monographie des Oberen-Bergkalks. Schluss. — Nouveaux Mémoires de la Société Impériale des Naturalistes de Moscou, 1879, 14 (1). — S. 1—82.
- Trautschold H. Über Fischzähne des Moskauer Jura. — Bulletin de la Société Impériale des Naturalistes de Moscou, 1880, 55. — S. 193—197.
- Trautschold H. Le Néocomien de Sably en Crimée. — Nouveaux Mémoires de la Société Impériale des Naturalistes de Moscou, 1886, 15 (4). — P. 119—145.